# Kassel-Naumburger Eisenbahn
Die Kassel-Naumburger Eisenbahn (KNE) ist eine ehemalige Eisenbahngesellschaft in Hessen. Sie war Eigentümer und Betreiber der Bahnstrecke Kassel–Naumburg.

## Geschichte
Die Kassel-Naumburger Eisenbahn AG wurde am 27. Juni 1901 von der Hauptaktionärin, der AG für Bahn-Bau und -Betrieb (BBB), zusammen mit Gemeinden und Privatpersonen gegründet. Die ursprüngliche Firma lautete bis 11. August 1983 Kleinbahn AG Kassel-Naumburg (KN), wobei man Cassel bis 1937 mit C schrieb. Den Betrieb führte die BBB, die ab 1929 als Deutsche Eisenbahn-Gesellschaft AG firmierte. Die Aktienmehrheit war zu dieser Zeit auf die AG für Verkehrswesen (AGV) übergegangen. Diese veräußerte die Aktien 1953 an das Land Hessen, das sie 1966 der Hessischen Landesbahn GmbH übertrug.
Ende des Jahres 2005 wurde die KNE von der Frankfurt-Königsteiner Eisenbahn AG übernommen, die nun als HLB Basis AG firmiert und das Eisenbahninfrastrukturunternehmen der Landesbahn darstellt.

## Fahrzeuge
Der vierachsige Dieseltriebwagen VT 101 der KN, 1956 von Henschel und Credé gebaut, zählte mit zwei Motoren à 300 PS zu den stärksten Privatbahn-Triebwagen.
Von der KNE sind mehrere Fahrzeuge erhalten geblieben: 
| Bezeichnung     | Bauart          | Verkauft        | Eigentümer                            | Zustand                        | Anmerkung                                                                                       |
| Dampflokomotive | Dampflokomotive | Dampflokomotive | Dampflokomotive                       | Dampflokomotive                | Dampflokomotive                                                                                 |
| --------------- | --------------- | --------------- | ------------------------------------- | ------------------------------ | ----------------------------------------------------------------------------------------------- |
| DEG 206         | Eh2t            | 1970            | Hessencourrier                        | 1985 betriebsfähig             | Bis 1983 Stadt Naumburg                                                                         |
| Wagen           |                 |                 |                                       |                                |                                                                                                 |
| 1               | BC              | 1969            | Museum Buurtspoorweg in Haaksbergen   | abgestellt                     |                                                                                                 |
| 3               | BC              | 1968            | Krefelder Eisenbahn-Gesellschaft      | betriebsfähig bei der Schluff  |                                                                                                 |
| 4               | BC              | 1968            | Krefelder Eisenbahn-Gesellschaft      | betriebsfähig bei der Schluff  |                                                                                                 |
| 5               | BC              | 1970            | Hessencourrier                        | Nicht betriebsfähig/Abgestellt |                                                                                                 |
| 6               | BC              | 1975            | Hessencourrier                        | betriebsfähig                  | Der Wagen war der einzige zum Schürzenwagen umgebaute Plattformwagen                            |
| 8               | BC              | 1969            | Museum Buurtspoorweg in Haaksbergen   | betriebsfähig                  | Bis 1937 Kiel-Schönberger Eisenbahn 20, bei der KNE mit einem neuen Wagenkasten versehen        |
| 13              | C               | 1970            | Hessencourrier                        | betriebsfähig                  |                                                                                                 |
| 16              | C               | 1968            | Krefelder Eisenbahn-Gesellschaft.     | betriebsfähig bei der Schluff  |                                                                                                 |
| 18              | C               | 1968            | Hessencourrier                        | betriebsfähig                  | bis 1973 Krefelder Eisenbahn-Gesellschaft, bis 1974 MEC Essen, bis 2013 DGEG Bochum-Dahlhausen. |
| 31              | Gni             |                 | Hessencourrier                        | abgestellt                     | 1954 umgebaut zum Sprengwagen                                                                   |
| 33 = 99         | Gni             | 1979            | Hessencourrier                        | betriebsfähig                  |                                                                                                 |
| 34              | BC              | 1969            | Eurovapor                             | betriebsfähig                  |                                                                                                 |
| 36              | Ci              | 1969            | Eurovapor                             | betriebsfähig                  |                                                                                                 |
| 37              | Ci              | 1969            | Verein Braunschweiger Verkehrsfreunde | betriebsfähig                  |                                                                                                 |
| 43              | B3yg            | 1977            | Hessencourrier                        | abgestellt; in Restaurierung   |                                                                                                 |
| 47              | B3yg            | 1977            | Hessencourrier                        | abgestellt; in Restaurierung   |                                                                                                 |
| 91              | BPwPost         | 1968            | Hessencourrier                        | betriebsfähig                  |                                                                                                 |
| 252             | O               | 1980            | Hessencourrier                        | betriebsfähig                  |                                                                                                 |